# Свидание по объявлению
«Свидание по объявлению» (фр. , 1904) — французский короткометражный художественный фильм режиссёра Альфреда Коллинса.

## Сюжет
Молодой человек знакомится при помощи объявления в газете. Он назначает свидание девушке на площади. В назначенный час появляются двенадцать молодых женщин. Мужчина, испугавшись, бросается бежать. Женщины преследуют его. Утомлённый молодой человек останавливается и предлагает руку и сердце первой из догнавших его преследовательниц.

## Интересные факты
Этот фильм был скопирован Пате под названием «Десять жен на одного мужа».
Похожий сюжет был в "Ералаше" в сюжете "Волшебная ручка" где главный герой написал:"Машка в меня влюбилась" и прибежали Маши со всей школы.